# Памфили, Камилло Франческо Мария
Камилло Франческо Мария Памфили (итал. Camillo Francesco Maria Pamphili; 21 февраля 1622, Неаполь, Неаполитанское королевство — 26 июля 1666, Рим, Папская область) — итальянский аристократ и военачальник, бывший кардинал-племянник, граф Священной Римской империи. 1-й князь Вальмонтоне, 1-й князь Луньяно, 1-й князь Монтеланико с 1 января 1651 по 26 июля 1666. 3-й князь Сан-Мартино-аль-Чимино с 26 сентября 1657 по 26 июля 1666. Племянник Папы Иннокентия X, сын Олимпии Майдалькини и отец кардинала Бенедетто Памфили. Губернатор Борго с 1 октября 1644 по 21 января 1647. Капитан-генерал Церкви	с 1 октября 1644 по 26 июля 1666. Адмирал Папского флота с 1 октября  1644 по 1 января 1645. Апостольский легат в Авиньоне с 12 декабря 1644 по 10 октября 1645. Префект Верховного трибунала апостольской сигнатуры с 10 октября 1645 по 21 января 1647. Кардинал-дьякон с 14 ноября 1644, с титулярной диаконией Санта-Мария-ин-Домника с 12 декабря 1645 по 21 января 1647.